# Edip Akbayram
 (juillet 2025).
 (juillet 2025).
Le contenu est difficilement compréhensible vu les erreurs de traduction, qui sont peut-être dues à l'utilisation d'un logiciel de traduction automatique.
 (juillet 2025).
Ahmet Edip Akbayram (29 décembre 1950 – 2 mars 2025) est un musicien de rock, compositeur et socialiste turc. Il était le fondateur et le chanteur principal du groupe Dostlar, l'un des premiers groupes de rock en Turquie,. Il a été exclu pendant toute son enfance en raison de la poliomyélite qu'il avait contractée à l'âge de neuf mois. Tout au long de sa carrière artistique, il a été victime de censure et de répression en raison de ses convictions socialistes. Certains groupes et organisateurs ont refusé de collaborer avec lui en raison de sa mobilité réduite, due à une paralysie de la jambe droite. Face à cette discrimination, il a répondu par ces mots : « Je chante avec ma voix, pas avec mes jambes. Pourquoi regardes–tu mes jambes, mon frère? »,.
On lui a diagnostiqué la polio lorsqu'il avait neuf mois. Intéressé par la musique dès son plus jeune âge, Akbayram a joué et chanté des compositions de rock psychédélique basées sur des chansons populaires de Pir Sultan et Karacaoğlan avec le groupe Siyah Örümcekler, qu'il a formé alors qu’il était au lycée. Ils ont enregistré leur premier disque, Kendim Ettim Kendim Buldum, durant leurs années de lycée. Le disque a été publié en deux éditions différentes, intitulées « Siyah Örümcekler – Gaziantep Orkestrası » et « Edip Albayrak – Siyah Örümcekler ». Après Gaziantep, Adana a été la deuxième ville où il s’est produit avec son groupe. Plus tard, il a commencé à travailler dans une boîte de nuit appelée Beyaz Saray (Maison Blanche).
Après avoir obtenu son diplôme de l'école secondaire en 1968, il est allé à Istanbul pour passer l'examen d'entrée à l'université, mais il ne l'a pas réussi. En 1971, il a réussi l'examen d'entrée à l'université et a été accepté à la Faculté d'Odontologie de l'Université d'Istanbul, l'école dont il avait toujours rêvé. Pourtant, sa passion pour la musique a pris le dessus, et il a abandonné cette carrière pour se consacrer à la musique. Après son arrivée à Istanbul, il a participé au concours Micro d'Or en 1971,. Il a remporté le premier prix en 1972 avec sa première composition, Kükredi Çimenler, inspirée du poème d'Âşık Veysel. En 1973, il a fondé le groupe Dostlar avec Vecdi Ören. Plus tard, il a reçu des prix avec ses singles Deniz Üstü Köpürür et Garip et est devenu un artiste connu dans tout le pays. Il a battu des records de ventes avec ses chansons Aldırma Gönül Aldırma et Gidenlerin Türküsü, et a remporté un disque d'or. De plus, il a reçu plus de 250 prix décernés par diverses organisations,.
Les années 1980 ont été une période interdite pour Akbayram et d'autres musiciens socialistes. Entre 1981 et 1988, ses œuvres ont été interdites à la Radio–télévision de Turque, qui était alors le seul diffuseur. Il a été arrêté pendant cinq mois, et de nombreux organisateurs lui ont refusé des apparitions sur scène. Cependant, à partir des années 1990, il a connu une nouvelle percée, notamment avec son album Türküler Yanmaz. Il a dédié cet album à ceux qui ont perdu la vie lors du massacre de Sivas. Il est décédé d'une insuffisance multiviscérale le 2 mars 2025,.

## Biographie

### 1966–1973: Premières années
Lorsqu'il a fait ses débuts sur scène lors d'une fête scolaire avec le groupe Siyah Örümcekler, Akbayram jouait de la batterie et assurait aussi le chant. Ils ont économisé l'argent qu'ils gagnaient et, avec celui–ci, ils ont fait confectionner des vestes bleues et des pantalons noirs inspirés des Beatles. Une fois leurs prestations bien accueillies, ils ont commencé à recevoir des invitations pour jouer lors de mariages et d’autres événements. Au fur et à mesure que la demande augmentait depuis les provinces voisines, ils se sont produits dans le célèbre établissement de Beyaz Saray à Adana.
Après le baccalauréat, le groupe Siyah Örümcekler s'est dissous. Akbayram a passé le concours d'entrée à l'université pour la première fois et s'est rendu à Istanbul, mais n'a pas été admis. Il a poursuivi sa carrière musicale et a commencé à collaborer avec l'Orchestre de Gaziantep, fondé par Mehmet Zeki Dinçer, la première formation musicale de la ville. Tout en chantant lors de mariages et de cérémonies, ils ont reçu des offres pour se produire principalement depuis Adıyaman et Diyarbakır. Le groupe, qui a fait sensation dans le sud–est de l'Anatolie, a signé avec la maison de disques de gros Aziz Plak à Gaziantep. Faute de moyens suffisants, ils ont accepté d'enregistrer la chanson Kendim Ettim Kendim Buldum à condition que les bénéfices servent à couvrir les frais du studio. Le disque a été publié sous deux noms différents : « Siyah Örümcekler – Edip Akbayram » et « Siyah Örümcekler – Gaziantep Orkestrası ». Le succès dans le sud–est a été bien supérieur à ce qu'ils espéraient, avec des ventes élevées.
En 1970, il repasse le concours d'entrée universitaire; non admis à nouveau, il déménage à Adana. Là, il commence à travailler avec l'Orchestre Nejat Taylan. Grâce au soutien du label local Seç Plak, il retourne en studio et sort en 1971 le single İşte Hendek İşte Deve. En raison d'infrastructures techniques insuffisantes dans le studio, l'enregistrement présente des imperfections acoustiques. Le single est publié au nom de l'orchestre. Puis, se concentrant sur ses examens universitaires, il retourne à Istanbul pour tenter une troisième fois. Il vit alors dans des conditions très difficiles au sous–sol d'un hôtel bon marché, avec des amis. Comme l'argent envoyé par son père ne suffit pas, il cherche du travail en tant que musicien. Bien qu'il précise pouvoir jouer de la batterie et chanter, il ne réussit pas à trouver d'emploi. Malgré lui, il continue de vivre dans ce sous–sol avec ses amis dans des conditions compliquées,
Avec 3 350 voix reçues du public, il remporte haut la main l'Altın Mikrofon en 1972. En récompense, il enregistre Kükredi Çimenler. Sur le disque 45 tours, il inclut sur la face B la chanson Boşu Boşuna, qu'il avait lui–même choisie dans le répertoire de Mahzuni Şerif. Ensuite, la maison de disques règle les droits d'auteur de la chanson.
Norayr Demirci, avec qui il collabore à l’époque, transcrit les chansons en partitions et arrange les morceaux. Plus tard, il enregistre son premier album solo accompagné de l'Orchestre Süheyl Denizci. Ce single, publié sous le label İstanbul Plak, ne remporte pas de succès. Alors Akbayram dit à Demirci: « Que vais–je faire ? J'ai été le premier. J'avais de grands rêves, mais cette chanson n'a pas plu. » Demirci réplique: « Fiston, retourne à ton Antep natal. » Akbayram répond: « Je me suicide, je n'irai pas. » Il ne gagnait pas assez d'argent avec les disques et ne pouvait pas payer le loyer. Il réalise aussi que remporter le premier prix de l'Altın Mikrofon n'avait pas apporté de bénéfice suffisant à l'époque,.
Après avoir remporté la première place au concours Altın Mikrofon en 1972, Edip Akbayram s'est présenté à Zeki Tükel, l'un des principaux organisateurs de l'époque, et lui a laissé ses coordonnées pour d'éventuelles collaborations. Cependant, Tükel lui a répondu qu'il ne pouvait lui proposer aucun travail en raison de son apparence physique. Cette situation a profondément affecté Akbayram. Lors de cet entretien, il a dit à Tükel que les conditions changeraient à l'avenir et que, tôt ou tard, ce serait lui (Tükel) qui viendrait lui faire une proposition, mais qu’à ce moment–là, il la refuserait. Des années plus tard, pendant une période économiquement difficile pour Akbayram, Zeki Tükel l'a contacté avec une offre de travail. Toutefois, Akbayram l'a refusée, en lui rappelant ce qui s'était passé dans le passé. Selon ses propres dires, avoir pris cette décision lui a procuré un grand honneur.
Il a enregistré le single Anam Ağlar Baş Ucumda Oturur avec Zafer Dilek. Par la suite, on lui a proposé de collaborer avec Dönüşüm, considéré comme l'un des groupes importants du rock anatolien. À la suite de cette collaboration, il a sorti en 1973 le single Deniz Üstü Köpürür. À cette époque, le groupe Moğollar était à la recherche d'un chanteur. Lorsque Akbayram a dit à Cahit Berkay, membre du groupe, de ne pas l'ignorer, Berkay a répondu qu'ils le prendraient en considération. Plus tard, un article a été publié dans le magazine Hey sous le titre : « Deux chanteurs pour les Moğollar : Ersen et Edip Akbayram ». Cependant, comme les Moğollar recherchaient un chanteur avec une plus grande mobilité scénique, ils ont choisi Ersen.

### 1973–1988: Dostlar
En 1973, Edip Akbayram a fondé le groupe Dostlar avec le bassiste Vecdi Ören. Ils ont ensuite intégré Koral Sarıtaş, Galip Kayıhan et Cudi Koyuncu, en qui ils avaient confiance pour leurs talents et leur harmonie musicale. Le nom du groupe, qui signifie « les amis », a été choisi pour symboliser l'amitié, la solidarité et la cohésion. Par la suite, le groupe a continué avec plusieurs changements de membres jusqu'en 1988. Après cette date, Akbayram est monté sur scène avec son propre ensemble qu'il appelait toujours « Dostlar », et il s'est tourné vers une carrière solo.

### Mort
En raison d'une hémorragie interne survenue après un traitement pour une pneumonie, il est resté 53 jours en soins intensifs. Comme les traitements n'ont pas donné de résultats, il est décédé le 2 mars 2025 à l'hôpital Haydarpaşa Numune des suites d'une défaillance multiviscérale. Le 4 mars 2025, une cérémonie commémorative a été organisée à la Salle de Concerts Cemal Reşit Rey pour lui rendre un dernier hommage. Après la prière funéraire à la mosquée de Teşvikiye, il a été inhumé au cimetière de Karacaahmet.

## Style de musique
Après 1989, Edip Akbayram a commencé à publier ses albums uniquement sous son propre nom, supprimant le nom du groupe « Dostlar ». Cependant, lors de ses concerts, il continuait à appeler son groupe « Dostlar ». Face à ceux qui se définissaient en Turquie comme des musiciens de « özgün müzik » (musique originale, un terme généralement associé à la musique folklorique et à la musique de protestation), Akbayram insistait sur le fait qu'il faisait du rock anatolien. En raison des arrestations et surtout des restrictions qu'il a subies dans les années 1980, il est resté relativement discret sur la scène musicale. Cependant, il a retrouvé la popularité, notamment avec son album Türküler Yanmaz, sorti en 1994,.

## Discographie

### Albums de studio
- Edip Akbayram (1974)
- Nedir Ne Değildir? (1977)
- Nice Yıllara Gülüm (1982)
- 1984 (1984)
- 1985 (1985)
- Yeni Gelen Güne Türkü (1986)
- Özgürlük (1988)
- Şahdamar (1990)
- Senden Haber Yok (1991)
- Unutamadıklarım (1992)
- Bir Şarkın Olsun Dudaklarında (1993)
- Türküler Yanmaz (1994)
- Güzel Günler Göreceğiz (1996)
- Yıllar (1997)
- Dün ve Bugün (1998)
- İlk Günkü Gibi (1999)
- Selam Olsun (2001)
- 33'üncü (2002)
- Dün ve Bugün 2 (2004)
- Söyleyemediklerim (2008)
- Mayıs (2012)

### Individuels
- Kendim Ettim Kendim Buldum (1970)
- İşte Hendek İşte Deve (1971)
- Kükredi Çimenler (1972)
- Anam Ağlar Baş Ucumda Oturur (1972)
- Deniz Üstü Köpürür (1973)
- Değmen Benim Gamlı Yaslı Gönlüme (1973)
- İnce İnce Bir Kar Yağar (1974)
- Garip (1974)
- Kolum Nerden Aldın Zinciri (1975)
- Mehmet Emmi (1976)
- Zalim (1976)
- Aldırma Gönül Aldırma (1977)
- Kıymayın Efendiler (1978)
- Gidenlerin Türküsü (1979)
- Bugün Bizde Bayram Var (1981)